# Istanbul Open 2017
Istanbul Open 2017 — тенісний турнір, що проходив на ґрунтових кортах у місті Стамбул, Туреччина з 1 травня. Належав до категорії ATP World Tour 250.

## Фінальна частина

### Одиночний розряд
Марин Чилич —  Милош Раонич 7–6(7–3), 6–3

### Парний розряд
Роман Єбави /  Їржі Веселий —  Туна Алтуна /  Алессандро Мотті 6–0, 6–0